# 子宫静脉
子宫静脉位于子宫主韧带中，流入髂内静脉，其走向与子宫动脉相似。子宫静脉通过促进子宫内的血液交换，清除怀孕期间胎盘中的血液废物。

## 结构
子宫静脉位于子宫主韧带内。它穿过子宫阔韧带到达腹壁，流入髂内静脉。 
子宫静脉会在子宫颈周围形成静脉丛，这些静脉丛会与卵巢静脉和阴道静脉的静脉丛发生吻合，其走行方式与子宫动脉相似。

## 功能
子宫静脉通过参与子宫内的血液循环，清除怀孕期间胎盘中的血液废物。

## 临床意义

### 胎盘测量
在剖腹产手术时，子宫静脉中血氧分压的测量结果可作为胎盘中血氧分压的参考。 

### 栓塞
极少数情况下，羊水可能会在分娩过程中进入子宫静脉。 这是引起栓塞的罕见原因。

## 其他动物
非人类动物的子宫静脉可能存在较大差异。 例如在大鼠中，子宫静脉会汇入髂总静脉。